# 卡比利青年体育会
卡比利青年體育會（法語：Jeunesse Sportive de Kabylie）是位于阿尔及利亚提济乌祖。球队的到卡比尔人社区的支持。球队之前称作JS卡沃卡比(JS Kawkabi) (1974-77) 和 JE提济乌祖(JE Tizi-Ouzou) (1977-89)。球队是非洲最富有和成功的足球俱乐部之一，主体育场为11月1日体育场（Stade 1er Novembre）。

## 球队荣誉
- 非洲超级盃: 1次

1982年
- 非洲冠军联赛: 2次

1981年，1990年
- 非洲优胜者盃: 1次

1995年
- 非洲足协盃: 3次

2000年，2001年，2002年
- 阿爾及利亞足球甲級聯賽: 14次

1973年，1974年，1977年，1980年，1982年，1983年，1985年，1986年，1989年，1990年，1995年，2004年，2006年，2008年。
- 阿尔及利亚盃: 5次

1977年，1986年，1992年，1994年，2011年。